# Vogelsangbach (Mirker Bach)
| Zuläufe und Bauwerke \| Vogelsangbach \| Vogelsangbach \| Vogelsangbach \| \| ---------------- \| ------------- \| -------------------- \| \| Legende \| \| \| \| Wuppertal \| \| Wuppertal \| \| \| \| \| \| \| \| \| \| \| \| \| \| \| \| Zulauf \| \| \| \| Zulauf \| \| \| \| \| \| \| \| \| \| \| \| \| \| \| \| \| \| \| \| Freibad in der Mirke \| \| \| \| \| \| \| \| \| \| Teschemacher Hof \| \| \| \| \| \| \| \| Mirker Bach \| \| \| |  |                      |
| Vogelsangbach |  |                      |
| Legende |  |                      |
| Wuppertal |  | Wuppertal            |
| |  |                      |
| |  |                      |
| |  |                      |
| |  | Zulauf               |
| |  | Zulauf               |
| |  |                      |
| |  |                      |
| |  |                      |
| |  |                      |
| |  | Freibad in der Mirke |
| |  |                      |
| |  |                      |
| Teschemacher Hof |  |                      |
| |  |                      |
| Mirker Bach |  |                      |

Der Vogelsangbach ist ein 1251 Meter langer Bach im Wuppertaler Stadtbezirk Uellendahl-Katernberg und rechter Zufluss des Mirker Bachs.

## Etymologie
Der Name des Baches stammt von einer alten Ortsbezeichnung „Am Vogelsang“, die bereits 1551 erwähnt wurde. Ob der Name auf eine einst vogelreiche Gegend schließen lässt, ist nicht geklärt. Eine Straße wurde erstmals 1850 im Adressbuch der Stadt Elberfeld mit dem Namen Vogelsang beschrieben, heute nennt sie sich Vogelsangstraße.

## Topografie
Der Bach entspringt in rund 268 Metern Höhe über NN auf den Wuppertaler Nordhöhen in der Nähe der Einmündung des Domagkwegs in die Vogelsangstraße inmitten des parkähnlich gestalteten Mirker Hains und durchfließt ihn in südlicher Richtung. Er vereinigt sich hier mit zahlreichen kleineren Nebenbächen und bildet eine Schlucht, die als geologisches Naturdenkmal eingestuft ist.
Nach rund 720 Metern unterhalb der Quelle hat er das Gelände des Freibades „Mirke“ erreicht und unterquert es verrohrt in südöstlicher Richtung. In der Nähe einer Kleingartenanlage verläuft er nochmals rund 100 Meter an der Oberfläche, um dann in der Nähe des Teschemacher Hofs wieder verrohrt bis zur Mündung zu fließen. Der Vogelsangbach mündet in rund 183 Metern Höhe über Normalnull in den Mirker Bach, der wiederum der Wupper zufließt.